# LT소재
LT소재 주식회사(영어: LT Material LTD.)는 LT그룹 계열의 전자부품 접합재료 제조 기업이다.

## 연혁
- 2005년 7월 1일 일본 알미트 기술 제휴, 희성소재 주식회사 설립
- 2006년 1월 용인공장 준공, 본사 이전
- 2006년 3월 용인 본사 기업 부설 연구소 설립
- 2006년 12월 기존 인천 남동공장 -> 안성으로 신축 이전
- 2007년 6월 용인공장 2층 준공
- 2012년 5월 용인 본사 OLED 연구소 설립
- 2013년 9월 용인 본사 OLED 연구소 착공
- 2014년 10월 용인 본사 OLED 연구소 준공
- 2019년 1월 회사 명칭을 LT소재 주식회사로 변경.

## 제품
- 접합재료용 소재(솔더바, 와이어, 페이스트)
- OLED 재료